# Kingsport 300
Kingsport 300 var ett stockcarlopp som kördes 1969-1971 på Kingsport Speedway i Kingsport, Tennessee. Bansträckningen kom att förändras genom åren. År 1969 var loppet 100 miles (160.934 km) långt fördelat på 250 varv. Kingsport Speedway kortades 1970 från 0,4 mile till 0,337 mile, vilket gjorde att samma sträcka avverkades men att antalet varv ökade från 250 till 297 varv. År 1971 avverkades sträckan 101,1 miles (162,7 km) fördelat på 300 varv.

## Tidigare namn
- Kingsport 250 (1969)
- Kingsport 100 (1970)

## Vinnare genom tiderna
| Säsong | Datum   | Nr | Förare        | Team/ bilägare    | Konstruktör | Distans | Distans           | Tid     | Snitthastighet (mph) | Rapport | Ref   |
| Säsong | Datum   | Nr | Förare        | Team/ bilägare    | Konstruktör | Varv    | Miles (km)        | Tid     | Snitthastighet (mph) | Rapport | Ref   |
| ------ | ------- | -- | ------------- | ----------------- | ----------- | ------- | ----------------- | ------- | -------------------- | ------- | ----- |
| 1969   | 19 juni | 43 | Richard Petty | Petty Enterprises | Ford        | 250     | 100 (160,934)     | 1:21.30 | 73,619               | Rapport | [ 1 ] |
| 1970   | 26 juni | 43 | Richard Petty | Petty Enterprises | Plymouth    | 297     | 100,089 (161,077) | 1:46.26 | 68,583               | Rapport | [ 2 ] |
| 1971   | 23 maj  | 43 | Bobby Isaac   | K & K Insurance   | Dodge       | 300     | 101,1 (162,704)   | 1:32.35 | 63,242               | Rapport | [ 3 ] |